# Limfociták

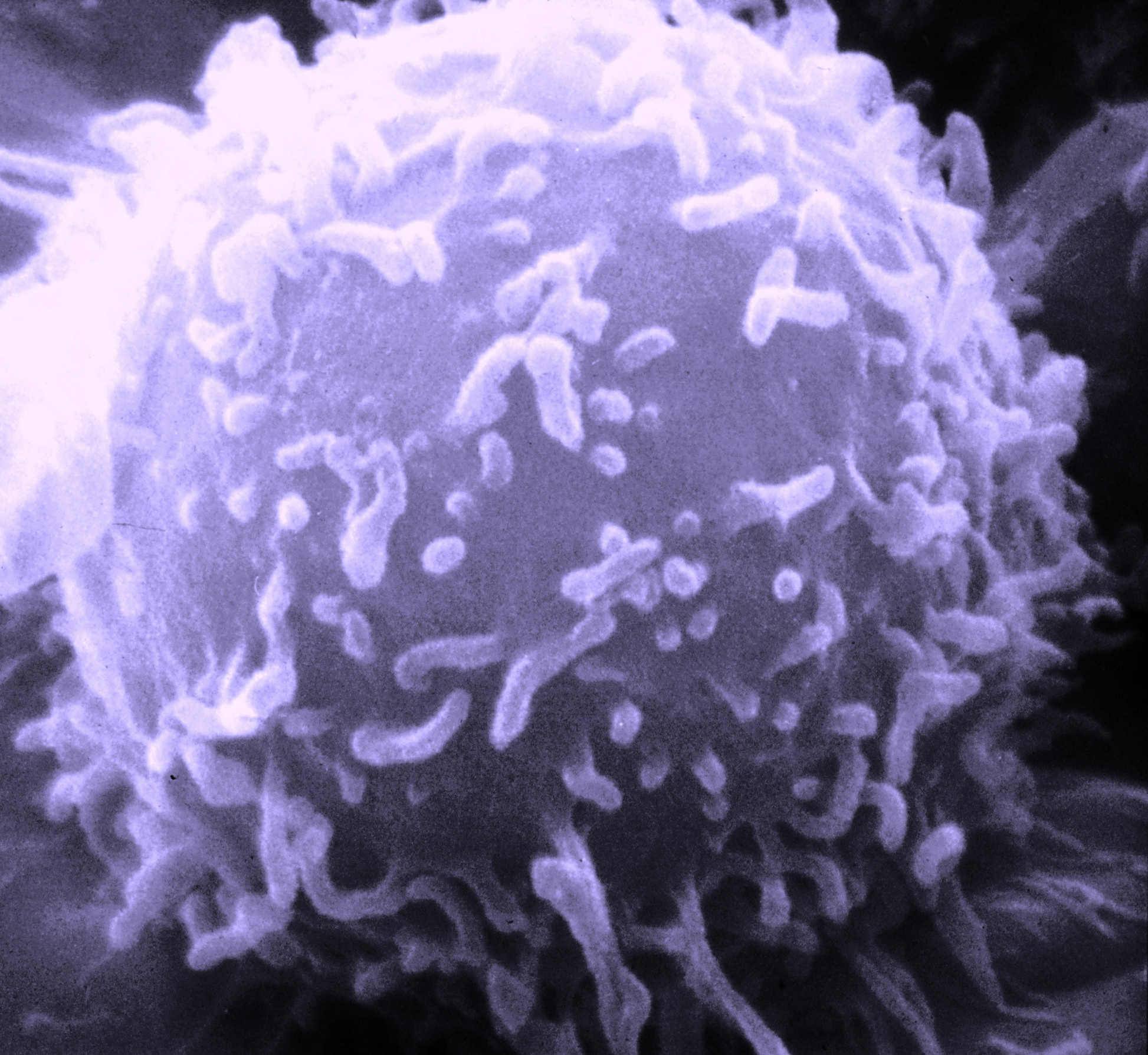
elektronmikroszkópos felvétel egy emberi limfocitáról

A nyiroksejtek (más néven limfociták) az immunrendszerben fontos affektor és effektor funkciókat ellátó leukocyták (fehérvérsejtek).
Fénymikroszkópos megjelenési képük alapján nagy granuláris és kis limfocitákat különítünk el. Ezen külső jegyeik szorosan korrelálnak biológiai funkcióikkal. A legtöbb - de nem az összes – nagy, granulumokkal szemcsézett képet mutató limfocitát NK-sejtnek (Natural Killer), vagy természetes ölősejtnek nevezzük. A kis limfociták közé általában a B- és T-sejteket soroljuk.

## A nyiroksejtek fajtái

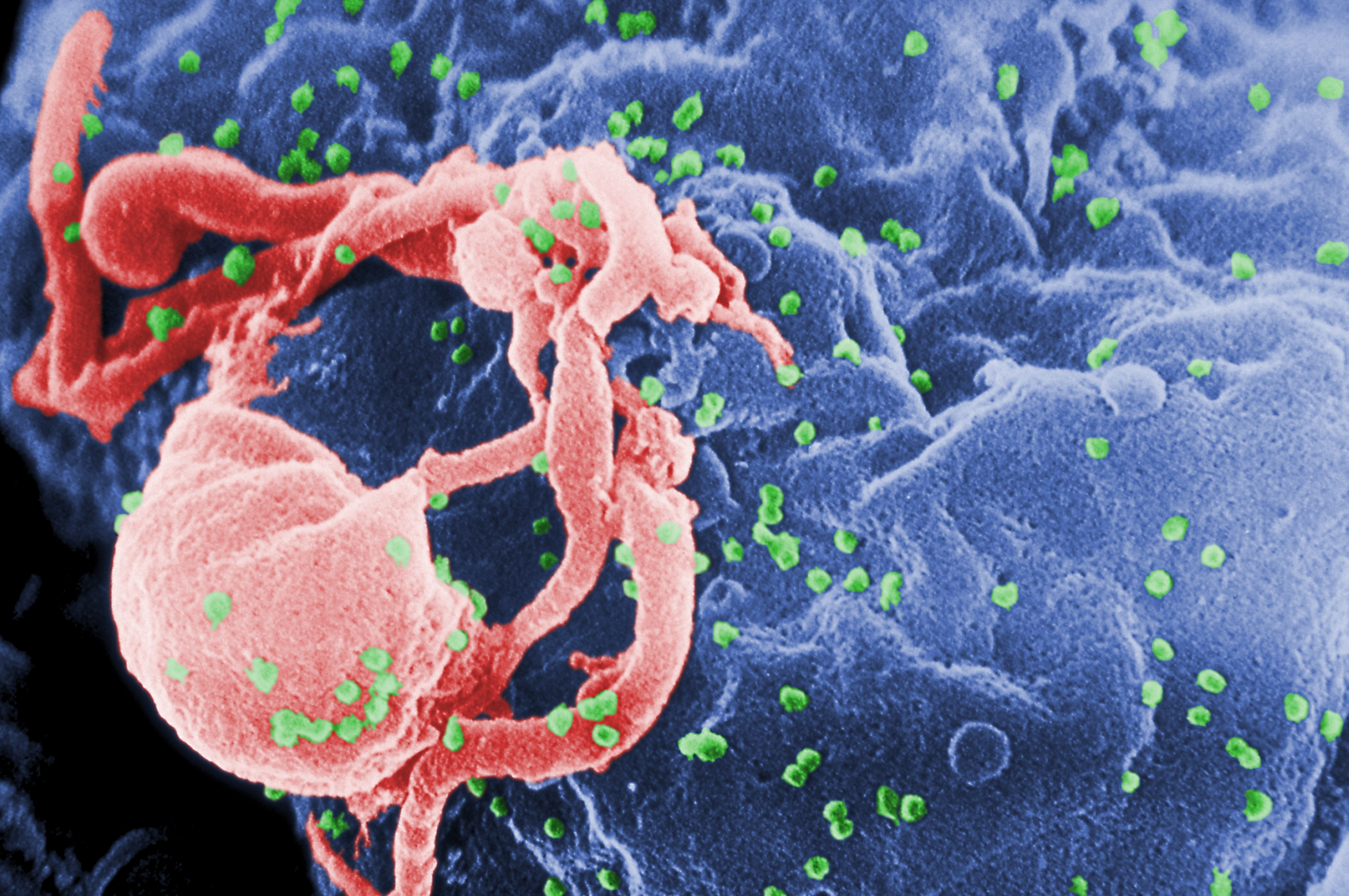
Egy limfocita és HIV-vírusok (színezett elektronmikroszkópos felvétel)

Összesen három fajta limfocita fordul elő a természetben. Ezek a T, B, illetve az NK nevezetű sejtek.

### Az NK sejtek
Az NK sejtek a nem specifikus immunválasz effektor sejtjei közé tartoznak, és fontos szerepet játszanak a tumoros transzformáción átesett, illetve a virálisan fertőzött sejtek elpusztításában.  Az NK sejtek az ép és a fertőzött sejteket az I-es osztályú MHC (major histocompatibility complex) molekulákon végbement változások alapján ismerik fel. Az interferonok és interleukinek által stimulált NK sejtek sejtpusztító (cytotoxikus) anyagokat bocsátanak ki, amelyek elpusztítják a nemkívánatos sejteket.  Nevük abból a tulajdonságukból származik, hogy nem igényelnek antigénprezentációt, direkt felismerik a módosult sejteket.

### A T és B sejtek
A T és B-sejtek a specifikus immunválasz fő komponensei. A T-limfociták a sejtellenes, míg a B-limfociták a humorális immunválasz végbemenetelében játszanak fontos szerepet. Funkcióik alapja, hogy képesek a nem saját antigének felismerésére (ezt antigénprezentáció előzi meg).  Az antigén felismerését követően eltérő módon aktiválódnak, de céljuk azonos: az antigén, vagy a fertőzött sejt elpusztítása.  A B-sejtek nagy mennyiségű specifikus antitesteket szekretálnak, amelyek képesek elpusztítani az antigént. Pathogének hatására az aktiválódott T helper sejtek cytokineket termelnek, amelyek fontos szerepet töltenek be az immunválasz, illetve az immunválaszban részt vevő sejtek regulálásában. Az aktiválódótt cytotoxikus T-sejtek CDCC (contact dependent cytotoxicity) révén pusztítják el a fertőzött és daganatos sejteket. A fertőzés leküzdését követően egyes B-sejtek úgynevezett memóriasejtekké alakulnak, amelyek évekig, vagy  akár évtizedekig életben maradhatnak. Emlékezve a korábbi fertőzésre, antigén re-expozíció hatására gyorsan aktiválódnak és elpusztítják a bejutott antigént.

A vérképzés (haematopoesis) menete

## A limfociták kialakulása
A csontvelőben lévő őssejtek a haematopoesis (vérképzés) révén képesek különböző sejtekké differenciálódni. Minden egyes lymphocyta egy közös ősből, az úgynevezett limfocita  progenitor sejtből származik. A különböző limfocitákká való érést lymphopoesisnek nevezzük. A B-sejtek a csontvelőben érnek be, míg a T-sejtek –ugyanebből a célból- a csecsemőmirigybe (thymus) vándorolnak. Fejlődésüket követően bekerülnek a nyirokkeringésbe, ahol járőröznek, illetve megtelepszenek a másodlagos nyirokszervek (lép, nyirokcsomó, MALT) specifikus zónáiban, ahol antigénexpozícióra várakoznak.

## Általános jellemzők
| Limfocita osztály  | Limfocita feladata                                                               | Százalékos megoszlás | Fenotipus markerek                             |
| ------------------ | -------------------------------------------------------------------------------- | -------------------- | ---------------------------------------------- |
| NK sejtek          | Tumoros és vírussal fertőzött sejtek lízise                                      | 7% (2–13%)           | CD16 CD56 de nem CD3+                          |
| T helper sejt      | Cytokinek, növekedési faktorok szekretálása, így a többi lymphoctya szabályozása | 46% (28–59%)         | TCR αβ, CD3+ és CD4+                           |
| Cytotoxikus T-sejt | Daganatos, vírussal fertőzött sejtek, beültetett szervek sejtjeinek a lízise     | 19% (13–32%)         | TCR αβ, CD3+ és CD8+                           |
| B-lymphocyták      | Antitestek termelése                                                             | 23% (18–47%)         | CD19, CD21, CD20+, CD79a+, (plazmasejt:CD 20-) |